# Kolja
Kolja este un film ceh din 1996 regizat de Jan Svěrák și avându-l în rolul principal pe tatăl său, Zdeněk Svěrák, care a scris și scenariul după o povestire a lui Pavel Taussig. Subiectul filmului îl reprezintă schimbarea într-un mod neașteptat a vieții unui bărbat celibatar, ca urmare a luării în grija sa a unui băiețel rus. Kolja a atras aprecierea criticilor de film și a câștigat Premiul Oscar pentru cel mai bun film străin și Premiul Globul de Aur pentru cel mai bun film într-o limbă străină.

## Rezumat
Filmul începe în 1988 înainte ca blocul răsăritean să înceapă să se dezintegreze. František Louka, un bărbat ceh de vârstă mijlocie ce era burlac convins, este un violoncelist ce își câștigă existența cântând la funeraliile organizate la crematoriul din Praga. El și-a pierdut locul de muncă de la Filarmonica Cehă deoarece fusese trecut de către autorități pe lista neagră ca „nesigur politic” după ce fratele său fugise în Occident. Un prieten îi oferă o șansă de a câștiga o sumă mare de bani printr-o căsătorie fictivă cu o femeie rusoaică care să-i permită acesteia să rămână în Cehoslovacia. Femeia se folosește apoi de noua ei cetățenie pentru a emigra în Germania de Vest, unde locuia iubitul ei.
Din cauza unui concurs nefericit de împrejurări, rusoaica a trebuit să-l părăsească pe Kolja, fiul ei în vârstă de 5 ani, care ajunge astfel în grija muzicianului ceh. La început Louka și Kolja au dificultăți de comunicare, deoarece niciunul dintre ei nu vorbește limba celuilalt, iar existența mai multor cuvinte diferite în cehă și rusă, dar care se pronunță asemănător, sporesc confuzia. Treptat se formează însă o legătură între Louka și Kolja. Copilul se îmbolnăvește de meningită și trebuie să fie îngrijit cu atenție pe bază de antibiotice. Louka este amenințat apoi de autorități cu închisoarea pentru că a încheiat o căsătorie suspectă, iar copilul urmează să fie deportat și plasat într-un orfelinat rus. Revoluția de catifea intervine însă, iar mama lui Kolja revine în Cehoslovacia și își ia fiul înapoi. Louka și Kolja se despart.
Burlacul Louka are un copil cu iubita lui - poate un înlocuitor pentru băiețelul pierdut Kolja - și își recâștigă poziția de violoncelist în orchestra filarmonică.

## Distribuție
| Rol             | Actor             |
| --------------- | ----------------- |
| Kolja Biliukov  | Andrei Halimon    |
| František Louka | Zdeněk Svěrák     |
| Klára           | Libuše Šafránková |
| dl. Brož        | Ondřej Vetchý     |
| mama lui Louka  | Stella Zázvorková |
| Tamara          | Lillian Malkina   |
| mama lui Kolja  | Irina Bezrukova   |

## Recepție
Filmul a avut parte de recenzii pozitive.   

### Box office
Filmul a avut succes cu prilejul unei lansări restrânse de la 24 ianuarie 1997 și a adus încasări de aproximativ 5.730.000 $ până la 11 iulie 1997 după ce în week-end-ul de deschidere avusese încasări la trei cinematografe de 37.795 $.
În perioada 28 iulie - 29 septembrie 1997, au fost vândute în Germania mai mult de 3,25 milioane de bilete pentru a vedea filmul.

## Premii
- Premiul Oscar pentru cel mai bun film străin
- Premiul Globul de Aur pentru cel mai bun film într-o limbă străină
- Leul Ceh
  - Cel mai bun film
  - Cel mai bun regizor (Jan Svěrák)
  - Cea mai bună actriță (Libuše Šafránková)
  - Cel mai bun actor în rol secundar (Andrei Halimon)
  - Cel mai bun scenariu (Zdeněk Svěrák)
  - Cel mai bun montaj (Alois Fišárek)
- Premiul Tokyo Sakura al Festivalului Internațional de Film de la Tokyo